# Ennio Sangiusto
Ennio Reggente, conegut com a Ennio Sangiusto (Trieste 1937 - Milà 2007) va ser un cantant italià que va estar actiu entre els anys 1957 i 1967.
Va iniciar la seva carera com ballarí a Trieste. Va ser el precursor a itàlia del ball del twist. Va participar en el Festival de Sanremo, el 1963, on va presentar dues cançons: Le voci cantada junt amb Luciano Tajoli i La ballata del pedone cantada junt el Quartetto Radar.

## Discografia parcial

### 45 rpm
- 1960: The Twist/Amico charleston (Astraphon, PN 4104)
- 1960: Montecarlo/And the heavens cried (Astraphon, PN 4109)
- 1961: Hello Mary Lou/Amico charleston (Meazzi, M 01132)
- 1962: Speedy Gonzales/Il pirata (del twist) (Meazzi, M 01153; con I Kent)
- 1962: L'ho soltanto baciata/Gigolò (Meazzi, M 01157)
- 1962: Habibi Twist/Mexico (Meazzi, M 01158)
- 1962: Rivivere/Briciole di luna (Meazzi, M 01171)
- 1962: Ay que calor/Lanterna blu (Meazzi, M 01172)
- 1963: Le voci/Gilda (Meazzi, M 01190)
- 1963: La ballata del pedone/Bussicabombaio (Meazzi, M 01191)
- 1964: Non è finita/Giuseppina (Meazzi, M 01254)
- 1965: El porompompero/Sei tornata (Meazzi, M 01279)